# セント・デイヴィッズ (グレナダ)
セント・デイヴィッズ（Saint David's）はグレナダの村。グレナダ島南東部に位置しており、セント・デイヴィッド教区の行政中心地である。人口は1,343人（2013年推計）。
幹線道路のイースタン・メインロード沿いに市街地が形成されている。ラ・サジェスビーチ（La Sagesse）へ向かう道と接続しており、海水浴を楽しむことができる。